# Szákszend
Szákszend è un comune dell'Ungheria di 1.521 abitanti (dati 2001). È situato nella contea di Komárom-Esztergom, nell'Ungheria settentrionale.